# Londonbeat
Londonbeat is een popgroep uit Londen. Ze zijn vooral bekend van hun nummer 1 hit I've been thinking about you uit 1990. Het begin van het succes van Londonbeat is in Nederland, want ze scoorden met There's A Beat Going On hun eerste top-20 hit in Nederland. Londonbeat werd gekenmerkt door hun close harmony.
Aanvankelijk was Londonbeat vooral populair in Nederland. Pas hun vijfde single I've been thinking about you werd een grote internationale hit. Leden Jimmy Chambers en George Chandler waren achtergrondzangers bij Paul Young, voor diens album The Secret Of Association, en Jimmy Helms had in de jaren 70 een grote solohit gehad met Gonna Make You an Offer You Can't Refuse.
Na een mislukte poging om deel te nemen aan het Eurovisiesongfestival 1995 viel de band uit elkaar. In 2003 hergroepeerde Londonbeat en brachten zij de twee albums Back in the hi-life en Gravity uit.

## Bandleden
- Jimmy Helms (1988-heden)
- Jimmy Chambers (1988-heden)
- George Chandler (1988-1995)
- William Henshall (1988-1995)
- Myles Kayne (2003-?)
- Marc Goldschmitz (2003-2005)
- Charles Pierre (?-heden)

## Discografie

### Albums
| Album met eventuele hitnotering(en) in de Nederlandse Album Top 100 | Datum van verschijnen | Datum van binnenkomst | Hoogste positie | Aantal weken | Opmerkingen   |
| ------------------------------------------------------------------- | --------------------- | --------------------- | --------------- | ------------ | ------------- |
| Speak                                                               | 1988                  | 01-10-1998            | 48              | 16           |               |
| In the blood                                                        | 1990                  | 13-10-1990            | 4               | 27           |               |
| Harmony                                                             | 1992                  | 19-09-1992            | 14              | 10           |               |
| Londonbeat                                                          | 1994                  | -                     |                 |              |               |
| Best! The singles                                                   | 1995                  | 25-11-1995            | 59              | 4            | Verzamelalbum |
| Back in the hi-life                                                 | 2003                  | -                     |                 |              |               |
| Gravity                                                             | 2004                  | -                     |                 |              |               |

### Singles
| Single met eventuele hitnotering(en) in de Nederlandse Top 40 | Datum van verschijnen | Datum van binnenkomst | Hoogste positie | Aantal weken | Opmerkingen |
| ------------------------------------------------------------- | --------------------- | --------------------- | --------------- | ------------ | ----------- |
| There's a Beat Going On...                                    | 1988                  | 23-07-1988            | 19              | 6            |             |
| Failing in Love Again                                         | 1988                  | 08-10-1988            | 11              | 7            |             |
| 9 AM (The Comfort Zone)                                       | 1988                  | 17-12-1988            | 33              | 3            |             |
| I've Been Thinking About You                                  | 1990                  | 11-08-1990            | 1               | 16           |             |
| A Better Love                                                 | 1990                  | 08-12-1990            | 14              | 6            |             |
| No Woman, No Cry                                              | 1991                  | 02-03-1991            | 14              | 6            |             |
| This Is Your Life                                             | 1991                  | 30-11-1991            | 26              | 4            |             |
| You Bring On the Sun                                          | 1992                  | 06-06-1992            | 5               | 10           |             |
| Lover You Send Me Colours                                     | 1992                  | 29-08-1992            | 26              | 3            |             |
| That's How I Feel About You                                   | 1992                  | 24-10-1992            | tip16           | -            |             |
| Come Back                                                     | 1994                  | 17-09-1994            | tip13           | -            |             |
| I've Been Thinking About You (Remix)                          | 1995                  | 18-11-1995            | tip16           | -            |             |

| Single met hitnotering(en) in de Vlaamse Ultratop 50 | Datum van verschijnen | Datum van binnenkomst | Hoogste positie | Aantal weken | Opmerkingen |
| ---------------------------------------------------- | --------------------- | --------------------- | --------------- | ------------ | ----------- |
| There's a Beat Going On...                           | 1988                  | 06-08-1988            | 13              | 6            |             |
| Failing in Love Again                                | 1988                  | 22-10-1988            | 16              | 7            |             |
| 9 AM (The Comfort Zone)                              | 1988                  | 31-12-1988            | 28              | 3            |             |
| I've Been Thinking About You                         | 1990                  | 01-09-1990            | 1               | 16           |             |
| A Better Love                                        | 1990                  | 15-12-1990            | 13              | 9            |             |
| No Woman, No Cry                                     | 1991                  | 02-03-1991            | 24              | 9            |             |
| You Bring On the Sun                                 | 1992                  | 06-06-1992            | 3               | 13           |             |
| Lover You Send Me Colours                            | 1992                  | 05-09-1992            | 18              | 7            |             |

### NPO Radio 2 Top 2000
| Nummer met noteringen in de NPO Radio 2 Top 2000 | '99  | '00  | '01  | '02  | '03  | '04  |
| ------------------------------------------------ | ---- | ---- | ---- | ---- | ---- | ---- |
| I've Been Thinking About You                     | 1525 | 1499 | 1948 | 1788 | 1759 | 1950 |

1. ↑  Een vetgedrukt getal geeft de hoogste notering aan.
2. ↑  Deze tabel is bijgewerkt tot en met de laatste editie (2024).